# Ifrenides
790–1066
Entités précédentes :
- Omeyyades

Entités suivantes :
- Rostémides
- Almoravides
- Califat fatimide

Les Ifrenides ou Ifrénides, Banou Ifren ou Aït Ifren (en berbère : ⴰⵢⵜ ⵢⴼⵔⵏ Ayt Yefren), sont une ancienne confédération berbère, descendants de la grande branche des Zénètes. Lors de la conquête musulmane du Maghreb, ils s'allièrent à la reine Kahina.
Les Ifrenides sont à l'origine de principautés successives au Maghreb central avant d'être dispersés au Maghreb extrême, et en Al-Andalus :
- le royaume sufrite de Tlemcen, principauté kharidjite du Maghreb central, lié aux Rostémides de Tiaret. Il est fondé par Abou Qurra en 765 à la suite de la Grande révolte berbère. Ce sont ces Ifrenides, qui fondent la ville de Tlemcen. Cette principauté disparait vers 790 dans les conflits entre Idrissides et Rostémides.
- une autre principauté dont l’apogée de la puissance des Beni Ifren se situe au milieu du Xe siècle sous le règne de Ya’la ben Muhammad qui s’empara d’Oran et ordonna la construction d’une capitale : Ifgan, dans la région de Mascara. Elle est conquise par les Fatimides, qui dispersent les chefs ifrénides dans le Maghreb extrême, puis à nouveau par les Hammadides en 1058.
- dispersés, les Ifrenides se taillent différentes sortes de fiefs et principautés au Maghreb extrême et en Al-Andalus : le Tadla, Salé, Malaga, Jaén et Ronda tombent aux mains de chefferies ifrénides entre le Xe et le XIe siècle.

L'émir Abdelkader, souverain algérien du XIXe siècle, en plus d'une origine arabe chérifienne revendiquée, semble être un descendant des Ifrenides.

## Origine
On retrouve les terme « Ifren », « Yffren », « Iffra » qui vient du berbère ifri (grotte ou caverne) et ses dérivatifs dans la toponymie de beaucoup de lieux du Maghreb. On retrouve au cœur des Aurès ou du djebel Nefoussa, un site nommé « Yffren », d'après les récits de l'époque de la conquête arabe. Les Ifrenides, ainsi que toutes les tribus ayant une origine de Botr ou Zénète d'Ifriqiya auraient fait partie des contingents berbères de la Kahena.

## Histoire

### Première principauté kharidjite de Tlemcen

Le royaume sufrite de Tlemcen à l'échelle du Maghreb central.

Des Banou Ifren seront les premiers à établir une dynastie à Tlemcen. le royaume sufrite de Tlemcen, principauté kharidjite du Maghreb central, lié aux Rostémides de Tiaret,,. Il est fondé par Abou Qurra en 765 à la suite de la Grande révolte berbère. Ce sont ces Ifrenides, qui fondent la ville de Tlemcen. Cette principauté est conquise vers 790 dans les conflits entre Idrissides et Rostémides.

### Deuxième principauté dans l'obédience des califes de Cordoue
Depuis 911 aux mains des Fatimides, Tlemcen est reprise en 945 par les Zénètes ifrenides. C'est le fruit d'une longue période de résistance aux Fatimides, mais également aux Idrissides à l'ouest dont le royaume est démembré par les incursions zénètes et fatimides.
Beni Ifren et Maghraoua — alliés aux Cordouans — constituaient une menace sérieuse pour l’Empire fatimide. Celui-ci faillit disparaître sous les coups d’Abou Yazid surnommé « l'homme à l’âne » (945). C'est un Ifrenide issu de la tribu des Beni Wargu, qui s'empare de Kairouan, assiège le calife fatimide Al-Qaim bi-Amr Allah dans sa ville de Mahdia (945). Sauvée de justesse par l’intervention du sanhadja Ziri, la dynastie fatimide entreprit une lutte contre les kharédjites d’Ifriqiya. Ceux du Maghreb central, en particulier les Beni Ifren de Tlemcen, réussirent à sauvegarder leur pouvoir et à étendre leur territoire grâce à leur alliance avec les Omeyyades de Cordoue ennemis des Fatimides.
Cette principauté voit son apogée au milieu du Xe siècle sous le règne de Ya’la ben Muhammad qui s’empara d’Oran et ordonna la construction d’une capitale : Ifgan, dans la région de Mascara. Ya'la reçoit l'investiture du calife omeyyade de Cordoue, Abd al-Rahman III, en tant que gouverneur d'une vaste partie du Maghreb : de Tlemcen à Tanger. Son fief est finalement conquis par les Fatimides, qui dispersent les Ifrenides à l'état de tribus battues par les Zirides et dispersées au Maghreb central, en Andalousie et dans le Maghreb extrême. Les Ifrenides passent sous la tutelle du chef, Ziri ibn Atia , de la confédération des Maghraouas, une branche zénète apparentée. Toujours dans le Maghreb central on signale une expédition des Hammadides qui prennent Tlemcen aux Ifrénides en 1058 et mettent un terme définitif à la principauté ifrenide dans la région. Par la suite, la conquête almoravide de Tlemcen voit les Ifrenides tous massacrés par Yusuf ben Tashfin vers 1082.
L'émir Abdelkader, souverain algérien du XIXe siècle, malgré une origine arabe revendiquée, semble descendre des Ifrenides.

### Dispersions et autres principautés en Ibérie et au Maghreb extrême
En 955 ils prennent Malaga, Jaén et Ronda. Sous la conduite du chef Hamama ils s'emparent de la région de Tadla. Au XIe siècle, les Banou Ifren conquièrent le territoire des Berghouatas, ils sont en même temps alliés de l'Émirat de Cordoue. Ils restent maîtres des régions qu'ils ont conquises et des villes qu'ils ont fondées comme Kasba Tadla. Il s'ensuit la guerre entre les deux dynasties zénètes : Ifrenides et Maghraouas, qui refoulées en partie de leur région d'origine du Maghreb central, se taillent des fiefs dans le Maghreb extrême livré à l'anarchie. La dynastie Ifrenides fonda le Royaume Salé Tadla, sous Abou ‘l Kemal avant sa chute face aux Almoravides. L'émir Abdelkader, souverain algérien du XIXe siècle, malgré une origine arabe chérifienne revendiquée, semble descendre des Ifrenides.
Emamanuel K. Akyeampong et Henri Louise Gates, Jr, datent la dynastie de 790 à 1066. Les chefs étaient élus, selon Mouloud Gaïd, par la suite, leurs chefs déclarent la guerre contre les Fatimides. Par la suite, la montée des Almoravides achève la dynastie Ifrenide.[réf. à confirmer]